# Indice di danno fogliare
L'Indice di danno fogliare (IDF) è un metodo operativo, messo a punto dai ricercatori dell'Imperial College di Londra, per determinare l'incidenza dell'inquinamento atmosferico sulle foglie di una pianta.
La singola foglia viene identificata numericamente e seguita nel tempo assegnando ad essa un indice un relazione alla diffusione della necrosi.

## Calcolo
IDF = Σ. N. ( D t –D t-1 ) / N
dove:
n = numero progressivo della foglia dal basso verso l'alto;
N = numero totale delle foglie valutate;
Dt = danno fogliare alla fine della settimana considerata;
Dt-1 = danno fogliare alla fine della settimana precedente.